# Indépendantisme rifain
L'indépendantisme rifain est un courant politique visant à la reconnaissance internationale de la région du Rif au nord du Maroc, comme État berbère indépendant du royaume du Maroc, avec une constitution démocratique, reconnue par le droit international, favorisant la défense de l'honneur de la culture berbère, sur les lois religieuses islamiques, qui amènent à l'arabisation et à l'extinction de la langue berbère, phénomène qui s'est produit sur de nombreuses générations passées.
La région du Rif a déjà été sous forme de république confédérale tribale, de 1921 à 1926. 
De nombreux activistes rifains ont été emprisonnés par le gouvernement marocain, pour avoir revendiqué l'indépendance de la région du Rif à l'égard de l'État marocain. Le fait que le Rif soit un ensemble de régions tribales autochtones majoritairement d'origine berbère, provoque une grande colère parmi certains Rifains, dont les tribus et leurs territoires sont autochtones depuis plusieurs siècles, qu'un gouvernement arabe bédouin refuse et combat le fait que leur région ne soit plus sous sa tutelle, tutelle facilitée par le gouvernement français, lors du protectorat franco-espagnol dans le contexte de l'arrêt de l'expansion de l'Empire turc ottoman, ainsi que de sa destitution, réalisée par la France et ses alliés, à l'issue de la Première Guerre mondiale (1914-1918),,.